# Hans Horberth
Hans Horberth (* 21. Mai 1970 in Mainz) ist ein deutscher Koch.

## Werdegang
Hans Horberth begann seine Laufbahn 1987 mit einer Ausbildung zum Restaurantfachmann im „Seehotel Siber“ bei Bertold Siber in Konstanz. Im Anschluss absolvierte er eine Kochlehre im „Deidesheimer Hof“ in Deidesheim unter Holger Jacobs und Manfred Schwarz.
Nach den beiden Ausbildungen ging Horberth 1993 als Pâtissier zum „Waldhotel Sonnora“ von Helmut Thieltges in Dreis. 1995 wechselte er zu Johann Lafers „Stromburg“ in Stromberg und wurde dort Souschef. Er war schließlich für Johann Lafers Kochschule „Table d’Or“ in Guldental zuständig und unterstützte ihn bei seinen Fernsehaufnahmen und Kochbuchprojekten.
Küchenchef wurde Hans Horberth 1998 im „Hotel Binshof“ in Speyer und wechselte dann zum „Jagdhof Glashütte“ in Bad Laasphe, der 1999 mit seinem ersten Michelin-Stern ausgezeichnet wurde.
2001 bis 2008 war Horberth Küchenchef und gastronomischer Leiter in der „Villa Merton“ in Frankfurt, die ebenfalls mit einem Michelin-Stern ausgezeichnet wurde.
Von September 2008 bis Oktober 2012 führte er das Restaurant „La Vision“ im „Hotel im Wasserturm“ in Köln als Küchenchef und als gastronomischer Leiter. Zunächst hatte das Restaurant „La Vision“ einen Michelin-Stern, 2011 erhielt es vom Guide Michelin zwei Sterne.

## Unfall 2012
Im Oktober 2012 wurde Hans Horberth in Köln als Fußgänger bei einem Autounfall angefahren und schwer verletzt. Im Juli 2013 wurde das „La Vision“ geschlossen, als er im Krankenstand war. Sein Team hatte bis zur Schließung für ihn weitergearbeitet und alle Bewertungen gehalten. Im Mai 2016 gab Hans Horberth bekannt, dass er wegen des Unfalls nicht mehr in seinem Beruf als Koch werde arbeiten können.

## Publikationen
- Kochbuch "Zwischenspiel. Kleine Köstlichkeiten vor dem Hauptgericht", Matthaes Verlag 2009 (Auszeichnung als „Best Chef Book“ Platz 1 in Deutschland und Platz 4 weltweit beim Gourmand World Cookbook Award 2009, Paris).
- Kochbuch "Kulinarische Kontraste. Das Spiel der Gegensätze", Matthaes Verlag 2011 (Ausgezeichnet mit der Silbermedaille der GAD).

Beide Kochbücher wurden vom Foodfotografen Klaus Arras (Köln) fotografiert.

## Auszeichnungen (Auswahl)
- 1999–2000: Ein Stern im Guide Michelin 2000
- 2003–2010: Ein Stern im Guide Michelin
- 2011: Zwei Sterne im Guide Michelin 2012
- 2011: 18 Punkte Gault Millau
- 2012: Koch des Monats „Der Feinschmecker“ und Auszeichnung mit FFFF
- 2012: Aufsteiger des Jahres in NRW im Gault Millau[4]
- 2012: „Liebling des Jahres“ Frankfurter Allgemeine Zeitung